# Архитектура Украјине
Украјинска архитектура има почетне корене у источнословенској држави Кијевска Русија. После 12. века, настављена је посебна историја архитектуре у кнежевинама Галиција-Волинија, а касније и у Великој кнежевини Литванији. Током епохе Запорошких козака, стил јединствен за Украјину развио се под утицајима Пољско-Литванске заједнице.
Након уједињења са руским царством, архитектура у Украјини је почела да се развија у различитим правцима, са многим објектима на већем источном подручју под руском влашћу изграђеним у стиловима руске архитектуре тог периода, док се западна Галиција развијала под аустроугарским архитектонским утицајима. У оба случаја дајући добре примере. Украјински национални мотиви ће на крају бити коришћени током периода Совјетског Савеза и у модерној независној Украјини.

## Средњевековна Русија (988–1230)
Средњевековна држава Кијевска Русија била је претходница модерних држава Украјине, Русије и Белорусије и њихових култура, укључујући архитектуру.
Црквена архитектура, изграђена након прихватања хришћанства 988. године, била је први пример монументалне архитектуре у источнословенским земљама. Архитектонски стил кијевске државе, који се брзо успоставио, био је под јаким утицајем византијског. Ране православне цркве биле су углавном од дрвета, а најједноставнији облик цркве постао је познат као ћелијска црква. Главне катедрале су често имале низ малих купола, што је навело неке историчаре уметности да ово схвате као индикацију изгледа пре-хришћанских паганских словенских храмова.
Неколико примера ових цркава преживело је до данас. Међутим, током 16–18. века, многе су споља обновљене у украјинском барокном стилу. Примери укључују велики Саборни храм Свете Софије у Кијеву (1017. година је најранији запис о постављању темеља), цркву Спаса у Берестову (саграђена од 1113. до 1125.) и цркву Светог Кирила, око 12. века. Све се још увек могу наћи у украјинској престоници.
Неколико зграда је реконструисано током касног 19. века, укључујући Успење Богородице у Володимиру, саграђену 1160. и реконструисану 1896–1900, Цркву Свете Параскеве Пјатнице у Кијеву, изграђену 1201. и реконструисану касних 1940-тих, и Златну капију у Кијеву, изграђену 1037. и реконструисану 1982. године. Неки историчари уметности и архитектуре одбацили су реконструкцију ове последње као ревивалистичку фантазију.
Мало секуларне или народне архитектуре Кијевске Русије је преживело.

## Козачка епоха

### Рани украјински барок
Украјински барок се појавио у доба Козачког хетманата у 17-18 веку. Украјинска барокна архитектура, представница козачке аристократије, разликује се од западноевропског барока по томе што су њени нацрти били више конструктивистички, имали су умеренију орнаментику и једноставнију форму.
Током 17-18. века, већина средњовековних руских цркава је значајно редизајнирана и проширена. Додате су додатне црквене куполе и разрађена спољашња и унутрашња орнаментика.
Познати примери украјинске барокне архитектуре су комплекс Кијевско-печерске лавре, манастир Видубичи и Почајевска лавра.
- Мале козачке цркве

### Кримско-татарска архитектура
Када је Кримом владао Кримски канат, период је оставио неколико конструкција инспирисаних исламским мотивима. Најпознатија је била палата Бахчисарај, пројектована удруженим напорима персијских, турских и италијанских архитеката.

### Касни украјински барок
- Реконструкција храма свете Софије у Кијеву
- Кијевска путничка железничка станица

## Царски период

### Руско царство
Како се Украјина све више интегрисала у Руско царство, руски архитекти су имали прилику да реализују своје пројекте у живописном пејзажу који су нудили многи украјински градови и региони. Црква Светог Андреје у Кијеву (1747–1754), коју је саградио Бартоломео Растрели, значајан је пример барокне архитектуре, а њен положај на врху Кијевске планине учинио ју је препознатљивим спомеником града. Једнако значајан Растрелијев допринос била је и Маријинска палата, која је изграђена да буде летња резиденција руске царице Јелисавете.
Током владавине последњег хетмана Украјине, Кирила Разумовског, многи градови козачког хетманата као што су Глухив, Батурин и Коселец имали су грандиозне пројекте које је изградио именовани архитекта Малорусије Андреј Квасов.
Русија, добијајући узастопне ратове против Отоманског царства и његовог вазалног Кримског каната, на крају је анектирала цео југ Украјине и Крим. Преименоване у Новорусију, ове земље су колонизоване и основани су нови градови као што су Николајев, Одеса, Херсон и Севастопољ. Они су садржали значајне примере царске руске архитектуре.

## Вернакуларна архитектура
Термин вернакуларна архитектура може се користити наизменично са терминима „народна“, „обична“, „домаћа“, „традиционална“ и обично се ставља на други крај спектра од професионално пројектованих зграда од стране архитеката. Знање о градњи у народној архитектури засновано је на локалним традицијама и стога је у великој мери засновано на знању које се преноси генерацијама. Различити региони у Украјини имали су свој карактеристичан стил народне архитектуре. На пример, у Карпатским планинама и околним подножјима, дрво и глина су примарни традиционални грађевински материјали.
У Перејаславу се налази Музеј народне архитектуре и начина живота Централне Придњепарске Украјине. Музеј на отвореном садржи 13 тематских музеја, 122 примера националне архитектуре и преко 30.000 историјских културних објеката. Музеј декоративних елемената је један од истакнутих музеја који чува ручне радове декоративних архитектонских апликација у украјинској архитектури.
- Кућа из 11. века
- Тарасова кућа
- Музеј декоративних елемената
- Ветрењача
- Црква из региона Уман, Черкеска област
- Кућа
- Црква св. Николе
- Кућа

### Цркве брвнаре у западној Украјини
- Црква Свете Параскеве, Закарпатска област
- Црква Свете Ане, Ковељ
- Црква Светог Ђорђа, Дрохобич
- Црква Свете Тројице, Жовква

## Архитектура касног 19. и почетка 20. века

### Источна Украјина
- Кућа Гинзбург
- Кућа са химерама
- Руско-византијска архитектура у Украјини (катедрала Светог Владимира)

### Западна Украјина
- Historic Centre of Lviv - UNESCO World Heritage Site
- Chernivtsi University - UNESCO World Heritage Site
- Lviv Rail Terminal

- Резиденција буковинских и далматинских митрополита
- Масандра палата
- Катедрала св. Володимира у Кијеву
- Опера и балет у Одеси
- Црква св. Олге и Јелисавете
- Кућа са химерама
- Зграда Народне банке Украјине

## Совјетски Савез
Након Октобарске револуције и Руског грађанског рата у коме је учествовала и Украјина, већина украјинске територије је укључена у нову комунистичку Украјинску ССР. По први пут су Украјинци, као нација, постали призната националност, и као резултат тога уложени су велики напори да се развије посебан украјински архитектонски стил.

### Главни град: Харков (1917–1934)
Током раних година совјетске власти, политика украјинизације значила је да су многи украјински архитекти били охрабрени да користе националне мотиве јединствене за Украјину. Истовремено, архитектура је постала стандардизована, сви градови су добили генералне планове развоја по којима ће се градити. Национални мотиви, међутим, нису узети у обзир јер је нова архитектонска мода за нову власт постала конструктивизам.
У Совјетској Украјини, првих 15 година, главни град је био источни град Харков. Одмах је развијен велики пројекат да се „уништи“ његово буржуаско-капиталистичко лице и створи ново социјалистичко. Талентовани млади архитекта Виктор Троценко, предложио је да велики централни трг са великим модерним зградама постане централно средиште престонице. Тако је настао трг Дзержинског (сада Трг слободе), који ће постати најсјајнији пример конструктивистичке архитектуре у СССР-у и иностранству. Обухватајући укупно 11,6 ха, то је тренутно трећи највећи квадратни трг на свету до данас.
Од свих, најпознатија је била огромна зграда Госпрома (1925–1928), која ће постати симбол не само Харкова, већ и конструктивизма уопште. Изградили су га архитекте Сергеј Серафимов, С. Краветс и М. Фелгер, а за само три године постаће највиша грађевина у Европи, а њена јединствена карактеристика је у симетрији која се осећа само у једној тачки, у центру квадрата. Као признање инжењерском дизајну Харковског техничког универзитета, ниједан од покушаја да се зграда разнесе током Другог светског рата није био успешан, а она и данас остаје симбол Харкова.
Други примери на тргу, међутим, били су мање срећни. Таква је била судбина Куће пројеката (данас Харковски универзитет), коју је поново пројектовао Серафимов, саграђен да буде симетричан са зградом Госпрома на кривини трга, такође је био монументално достигнуће конструктивизма. Међутим, током рата је озбиљно оштећен и обновљен је у полустаљинистичком стилу који је оставио мало од првобитне зграде нетакнуто.

### Главни град: Кијев (1934–1991)
1934. главни град Совјетске Украјине се преселио у Кијев. Током претходних година, на град се гледало само као на регионални центар, и стога му се посвећивало мало пажње. Све је то требало да се промени, али по великој цени. То је значило да би били уништени непроцењиви примери попут манастира Светог Михаила са златном куполом. Чак је и црква Свете Софије била угрожена.
Међутим, у Другом светском рату пројекат није реализован. Преживеле предратне кијевске грађевине укључују зграду Централног комитета Комунистичке партије Украјине (коју тренутно заузима Министарство спољних послова). Завршено је само северно крило, идентично и симетрично јужно крило које је требало бити изграђено на месту порушеног манастира никада није завршено. Други пример је зграда Врховне Раде (парламент) коју је 1936–38. саградио архитекта Володимир Заболотни.
После тешких разарања у Другом светском рату, представљен је нови пројекат реконструкције централног Кијева. Ово је претворило авенију Хрешчатик у један од најбољих примера стаљинизма у архитектури. Урађена су укупно 22 појединачна пројекта, када је почео почетни конкурс 1944. године, од којих ниједан није реализован због опсежне критике, да би коначно 1948. године институт KyivProekt поднео своју коначну верзију, на челу са архитектама А. Власовим и од 1949. године Анатолијем Доброволским. Током наредне две деценије, они ће доминирати свим великим пројектима у престоници.
- Пројекат
- Други пројекат
- Финални пројекат

Упркос ентузијастичном почетку који је видео већину зграда као што су Пошта, Градско веће, елегантан  Конзерваторијум са белим портиком и прве зграде Калининовог трга (данас Трг независности), које су завршене до 1955. године, нова архитектонска политика поново је зауставила пројекат од потпуне реализације. Ниједан од примера, међутим, не дели судбину хотела Украјина који је требало да буде на врху трга као елегантни небодер саграђен налик на московских Седам сестара, лишен свих декоративних елемената и завршен у ономе што би се могло описати само као ружан стил.

### Други примери у Совјетској Украјини
- Реконструкција Харкова
- Капитал се преселио у Кијев
- ДњепроГЕС (хидроелектрана)

### Стаљинистички период
- Реконструкција централног Кијева

### Пост-стаљинистички период
- Урбанистички генерални планови
- Кијевска палата спортова, палата "Украјина"

## Модерна Украјина
У делима кијевске школе украјинских архитеката све више се могу наћи постмодернизам и високотехнолошке тенденције. Ово је одраз домета глобализације архитектуре широм света.
Задатак модерне украјинске архитектуре је разноврсна примена модерне естетике, потрага за сопственим уметничким стилом архитекте и укључивање постојећег историјско-културног окружења.
Добри примери модерне украјинске архитектуре укључују реконструкцију и обнову Трга независности у централном Кијеву, упркос ограничењу постављеном уским простором унутар трга, инжењери су успели да споје неуједначен пејзаж и такође искористе подземни простор за постављање нових продавница.
Главни пројекат који ће заузети већи део 21. века је изградња центра града Кијева на полуострву Рибаљски, који ће, када буде завршен, укључивати густ парк небодера усред живописног пејзажа Дњепра.

## Конкретни примери

### Метро
Током совјетског периода, метро станице су биле украшене посебно живописним дизајном. Прве три станице које су изградили украјински архитекти заправо се нису налазиле у Украјини. Ипак, све три се сматрају најиконичнијим конструкцијама икада оствареним у историји подземне градње. Сви су познати под једним именом Кијевска, а налазе се у московском метроу испод Кијевског железничког терминала.
Године 1949. почела је изградња прве етапе Кијевског метроа, која је отворена 1960. године. Све станице се тамо сматрају споменицима архитектуре, због свог јединственог аутентичног карактера, који су последње станице 1960-их изгубиле пред променом политике према утилитаризму.
Године 1967. почела је изградња прве етапе метроа у Харкову, која је отворена 1975. године, а убрзо су јој се придружили и полу-метро Кривиј Рих 1986. и Дњепарски метро 1995. године.

## Седам чуда Украјине
Дана 24. августа 2007. проглашено је седам чуда Украјине. Иницијатор овог пројекта је народни посланик у Врховном савету Никола Томенко. Главни циљ овог пројекта је да усмери пажњу масовних медија и грађана земље на најпопуларније историјске и културне споменике Украјине.
Седам чуда Украјине је логичан наставак скупа пројеката под мотом „Откријте Украјину!“ који су одржани са циљем да помогну у откривању Украјине са њеним сликовитим знаменитостима, занимљивом историјом и богатим могућностима за рекреацију.
2008. године одвијао се још један пројекат под називом Седам природних чуда Украјине. То је друга фаза главног пројекта Седам чуда Украјине, који је првенствено био усмерен на историјска, културна и архитектонска виђења земље. Друга фаза ће идентификовати главне геолошке објекте као што су стене, планински гребени, пећине, језера, реке, мочваре.
Овај пројекат као и његов претходник такође је имао три фазе. Прво, након што је свака област представила своје кандидате, 100 њих је прешло у следећу фазу. У наредна три месеца од тих стотину је изабран 21 победник за финалну фазу. А до Дана независности, 24. августа, финалних 7 је представљено јавности. Пројекат су организовале следеће институције: Национална туристичка служба Украјине, Конгресни комитет омладинске политике, спорта и туризма, Национална радио компанија Украјине, Телекомпанија ИЦТВ, часопис Мандри и многи други.